# Vittajärvi (sjö i Enontekis, Lappland, Finland)
Vittajärvi eller Vitsajärvi eller Vittajärvi är en sjö i Finland. Den ligger i kommunen Enontekis i landskapet Lappland, i den norra delen av landet, 900 km norr om huvudstaden Helsingfors. Vittajärvi ligger 359,1 meter över havet. Arean är 19,4 hektar och strandlinjen är 2,55 kilometer lång. Sjön  ingår i Torne älvs huvudavrinningsområde. 